# Nele Gilis-Coll
Nele Gilis-Coll (* 20. Februar 1996 in Mol als Nele Gilis) ist eine belgische Squashspielerin.

## Karriere
Nele Gilis-Coll begann 2014 ihre Karriere und gewann bislang zwölf Titel auf der PSA World Tour. Ihre höchste Platzierung in der Weltrangliste erreichte sie mit Rang vier am 20. November 2023. Bei der Europameisterschaft 2013 erreichte sie erstmals das Hauptfeld. 2015 gelang ihr mit dem Halbfinaleinzug ihr zunächst bestes Abschneiden bei einer Europameisterschaft. Im Jahr darauf erreichte sie das Finale, in dem sie Camille Serme in vier Sätzen unterlag. Mit der belgischen Nationalmannschaft nahm sie bereits mehrfach an den Mannschaftseuropameisterschaften teil. 2018 gehörte sie zu dem Kader, der mit Rang drei das bis dato beste Ergebnis einer belgischen Mannschaft bei einer Europameisterschaft erreichte. Von 2013 bis 2015 wurde sie dreimal in Folge und nochmals 2017, 2019 und 2020 belgische Meisterin. 2019 wurde sie nach einem Finalerfolg über Coline Aumard Europameisterin. Bei den Europameisterschaften 2023 erreichte Gilis-Coll mit der belgischen Nationalmannschaft erstmals das Finale, das mit 1:2 gegen England verloren wurde. Im selben Jahr sicherte sie sich bei den Europameisterschaft im Einzel ihren zweiten Titel. Ein Jahr darauf gelang der Mannschaft um Coll schließlich der erstmalige Titelgewinn. Coll steuerte beim 2:1-Gesamtsieg gegen England einen 3:1-Erfolg gegen Georgina Kennedy bei. 2024 gehörte Gilis-Coll zum belgischen Aufgebot bei den Weltmeisterschaften, an denen Belgien erstmals seit 2004 wieder teilnahm, und belegte mit der Mannschaft sogleich den dritten Platz. Gilis-Coll wurde 2025 mit der Nationalmannschaft nochmals Vizeeuropameisterin.
Im Juli 2024 heiratete sie den Squashspieler Paul Coll. Nachdem sie anschließend zunächst unter Nele Coll antrat, spielt sie seit Januar 2025 unter dem Namen Nele Gilis-Coll. Ihre Schwester Tinne Gilis ist ebenfalls Squashspielerin.

## Erfolge
- Europameisterin: 2019, 2023
- Europameisterin mit der Mannschaft: 2024
- Gewonnene PSA-Titel: 12
- Belgischer Meister: 6 Titel (2013–2015, 2017, 2019, 2020)